# Claudia Muzio
Claudia Muzio, właśc. Claudina Emilia Maria Muzzio (ur. 7 lutego 1889 w Pawii, zm. 24 maja 1936 w Rzymie) – włoska śpiewaczka, sopran.

## Życiorys
Uczyła się w Turynie u Annetty Casaloni i w Mediolanie u Elettry Callery-Viviani. Zadebiutowała na scenie w 1910 roku w Arezzo tytułową rolą w Manon Jules’a Masseneta. W latach 1913–1914 występowała w mediolańskiej La Scali. W 1914 roku śpiewała w Covent Garden Theatre w Londynie. W 1916 roku tytułową rolą w Aidzie Giuseppe Verdiego debiutowała w nowojorskiej Metropolitan Opera, z którą związana była do 1922 roku. Kreowała rolę Giorgetty w prapremierowym przedstawieniu Płaszcza Giacomo Pucciniego (1918). Od 1922 do 1932 roku występowała w operze w Chicago. W latach 1926–1927 gościnnie występowała w Meksyku, Ameryce Południowej i Włoszech. Jej ostatnią rolą była Santuzza w Rycerskości wieśniaczej Pietro Mascagniego na deskach Metropolitan Opera w 1934 roku.
Występowała głównie we włoskim repertuarze operowym, jej gra cechowała się dramatyzmem i patosem. Pozostawiła po sobie nagrania płytowe.